# 托马什·克日热
托马什·克日热（捷克語：Tomáš Kříž，1959年3月17日—），捷克男子足球运动员，司职前锋。他曾代表捷克斯洛伐克国家队参加1982年国际足联世界杯，结果队伍止步小组赛阶段。